# Kroktjärnen (Bräcke socken, Jämtland)
Kroktjärnen är en sjö i Bräcke kommun i Jämtland och ingår i Ljungans huvudavrinningsområde. Sjön har en area på 0,102 kvadratkilometer och ligger 314,9 meter över havet. Sjön avvattnas av vattendraget Storflobäcken.

## Delavrinningsområde
Kroktjärnen ingår i det delavrinningsområde (696262-150345) som SMHI kallar för Mynnar i Mörtån. Medelhöjden är 321 meter över havet och ytan är 16,95 kvadratkilometer. Det finns inga avrinningsområden uppströms utan avrinningsområdet är högsta punkten. Storflobäcken som avvattnar avrinningsområdet har biflödesordning 4, vilket innebär att vattnet flödar genom totalt 4 vattendrag innan det når havet efter 136 kilometer. Avrinningsområdet består mestadels av skog (85 procent). Avrinningsområdet har 0,16 kvadratkilometer vattenytor vilket ger det en sjöprocent på 0,9 procent.